# Comoros tại Thế vận hội
Comoros tham dự Thế vận hội lần đầu tiên vào năm 1996, và từ đó đã liên tục gửi các vận động viên tới các kỳ Thế vận hội Mùa hè. Comoros chưa từng tham gia Thế vận hội Mùa đông.
Quốc gia này chưa giành được huy chương nào trong lịch sử Thế vận hội.
Ủy ban Olympic quốc gia của Comoros đã được thành lập năm 1979 và được công nhận bởi Ủy ban Olympic Quốc tế năm 1993.

## Bảng huy chương

### Huy chương tại các kỳ Thế vận hội Mùa hè
| Thế vận hội         | Số VĐV        | Vàng          | Bạc           | Đồng          | Tổng số       | Xếp hạng      |
| 1896–1992           | không tham dự | không tham dự | không tham dự | không tham dự | không tham dự | không tham dự |
| Atlanta 1996        | 4             | 0             | 0             | 0             | 0             | –             |
| Sydney 2000         | 2             | 0             | 0             | 0             | 0             | –             |
| Athens 2004         | 3             | 0             | 0             | 0             | 0             | –             |
| Bắc Kinh 2008       | 3             | 0             | 0             | 0             | 0             | –             |
| Luân Đôn 2012       | 3             | 0             | 0             | 0             | 0             | –             |
| Rio de Janeiro 2016 | 4             | 0             | 0             | 0             | 0             | –             |
| Tokyo 2020          | chưa diễn ra  |               |               |               |               |               |
| Tổng số             | Tổng số       | 0             | 0             | 0             | 0             | –             |